# Nossa Senhora da Serra
Nossa Senhora da Serra é uma das invocações marianas atribuídas à Virgem Maria, sendo, sob essa designação, particularmente cultuada em Portugal. Este culto religioso mariano nasceu tendo por base as aparições de Nossa Senhora recebidas por uma pastorinha muda da Serra da Nogueira, na província portuguesa de Trás-os-Montes e Alto Douro, em meados do século XVII.
Hoje, no local das referidas aparições marianas, ergue-se o Santuário de Nossa Senhora da Serra, próximo à aldeia de Rebordãos, no concelho de Bragança.

## História
Segundo reza a lenda, andava uma menina muda a pastorear o seu rebanho quando lhe apareceu a Santíssima Virgem Maria e que lhe pediu para que dissesse aos seus conterrâneos que Lhe construíssem uma igreja no ponto mais alto da Serra da Nogueira. A menina assim o fez e, como apareceu, de súbito, a falar na sua aldeia, todos acreditaram naquilo que a menina lhes tinha transmitido. Contudo, rapidamente o povo começou a questionar-se: "Mas no alto da serra? Temos que subir pelo carvalhal acima, é que é uma subida tão acentuada vai custar-nos tanto!". Então, em conjunto, decidiram construir uma capela, sim, mas no início da subida da serra. Afinal, era na serra à mesma e certamente que Nossa Senhora não se iria importar muito. De imediato todos deitaram mãos à obra, mas, se durante o dia construíam uma parede, a mesma parede era deitada abaixo durante a noite, facto que aconteceu inúmeras vezes. Até que, passado algum tempo, a Virgem Maria decidiu aparecer novamente à menina muda e lhe garantiu que, no dia 5 de Agosto (festa litúrgica de Nossa Senhora das Neves), e embora fosse Verão, o lugar onde queria que lhe construíssem a igreja haveria de estar marcado com neve. Assim aconteceu. Então, os habitantes da aldeia de Rebordãos decidiram acatar a vontade da  Virgem Maria e construíram-Lhe a igreja no local indicado.
Apesar de não existirem registos com uma data concreta para estes acontecimentos, no exterior do templo existe a inscrição 1611, ano em que se estima que tenha sido construída a igreja do santuário.

## Celebrações religiosas
A romaria da Nossa Senhora da Serra, que é também conhecida como romaria de Nossa Senhora das Neves, realizava-se, inicialmente, no dia 5 de agosto, mas, porque nessa altura ainda existiam muitos trabalhos agrícolas, ficou decidido que passaria a realizar-se a 8 de setembro (data evocativa da grande festa litúrgica da Natividade da Virgem Maria) quando as colheitas já estavam devidamente guardadas. No entanto, ainda hoje, no dia 5 de Agosto é celebrada uma missa e arrematados os quartéis (os que ainda estão disponíveis) e as tabernas onde, nos dias das celebrações se comem saborosos nacos de vitela assada na brasa.
Na atualidade, o culto a Nossa Senhora da Serra faz com que milhares de peregrinos rumem ao até ao santuário mariano situado no ponto mais alto da Serra da Nogueira, normalmente entre os dias 30 de agosto e 8 de setembro, na altura em que decorrem as orações das novenas que culminam na festa, celebrada no último dia, e que evoca a natividade de Nossa Senhora. Esta é uma das poucas romarias portuguesas que ainda tem peregrinos a pernoitar nos quartéis junto ao santuário para acompanhar as novenas de honra à Virgem Maria.

## Principais locais de culto

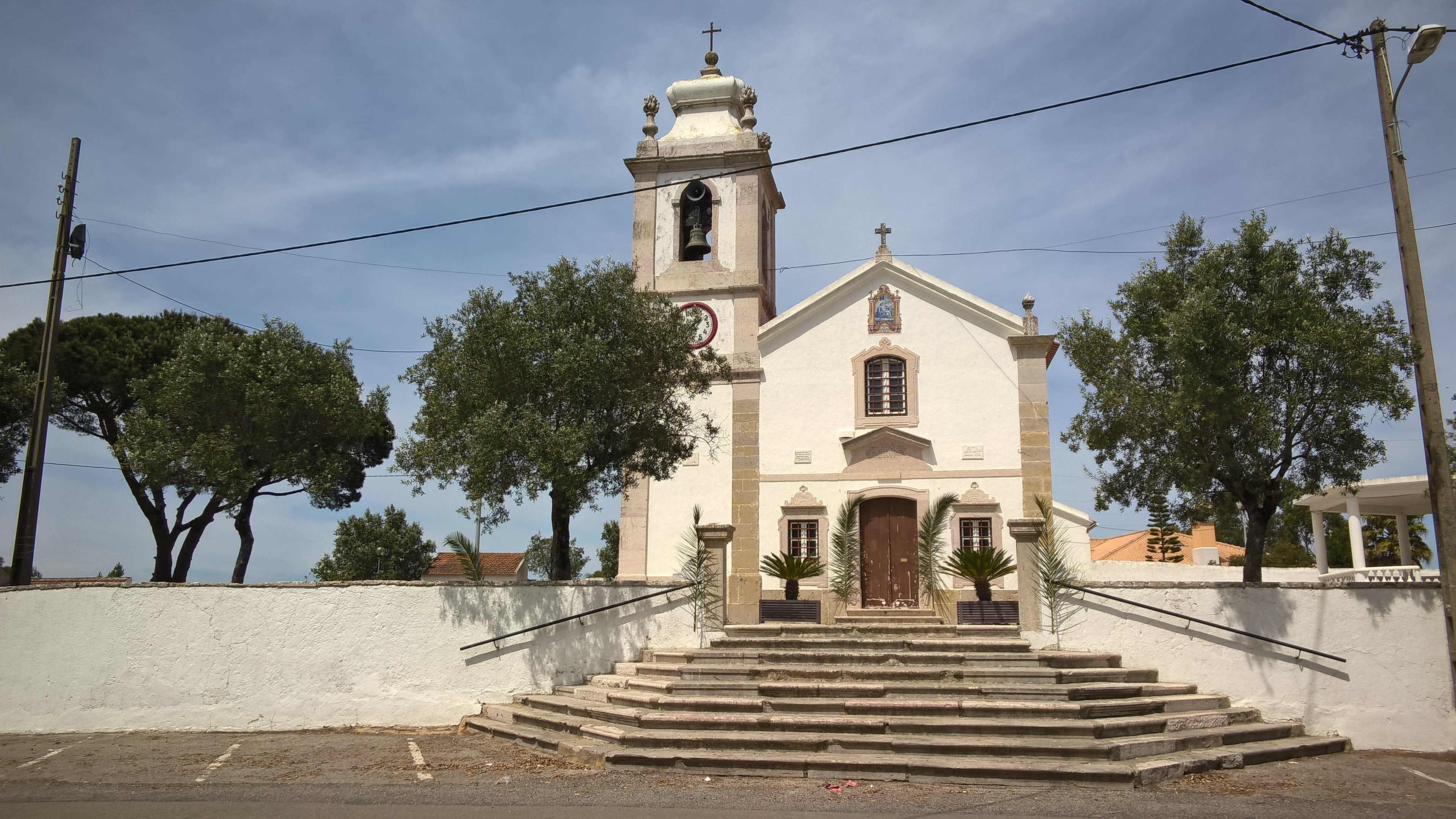
Santuário de Nossa Senhora da Piedade da Serra em Almargem do Bispo, concelho de Sintra, em Portugal.

- Santuário de Nossa Senhora da Serra na Serra da Nogueira, próximo à aldeia de Rebordãos, no concelho de Bragança (Portugal).
- Capela da Senhora da Serra em Baião (Portugal). Também designada por Capela de Nossa Senhora do Marão, fica situada no Pico da Serra do Marão. Nesta Capela celebra-se no 2ª domingo de Julho a romaria da Senhora da Serra, uma das mais típicas e antigas festividades da referida região.

- Santuário de Nossa Senhora da Piedade da Serra em Almargem do Bispo, no concelho de Sintra (Portugal).